# Чемпионат Дании по кёрлингу среди смешанных команд
Чемпионат Дании по кёрлингу среди смешанных команд (дат. DM Mixed) — ежегодное соревнование датских смешанных команд (состоящих из двух мужчин и двух женщин; микст, микст-кёрлинг; англ. mixed curling) по кёрлингу. Проводится с 1978 года. Организатором является Ассоциация кёрлинга Дании (дат. Dansk Curling Forbund).

## Годы и команды-призёры
Составы команд указаны в порядке: четвёртый, третий, второй, первый, запасной, тренер; cкипы выделены полужирным шрифтом.

### Только чемпионы
| Год        | Золото                 | Золото                                                                                           |
| Год        | Кёрлинг-клуб, город    | Состав команды                                                                                   |
| 1978       | ECK                    | Lars Nielsen, Ulla Petersen, Dieter Reuss, Lis Andersen                                          |
| 1980       | Hvidovre CC (Видовре)  | Пер Берг, Хелена Блак, Ян Хансен, Hanne Rasmussen                                                |
| 1981       | HCC                    | Erling Jakobsen, Gitte Jakobsen, Антонни Хинге, Jytte Berg                                       |
| 1982       | HCC                    | Томми Стьерне, Лене Х. Нильсен, Петер Андерсен, Лоне Кристофферсен                               |
| 1983       | HCC                    | Erik Kelnæs, Karen Eriksen, Антонни Хинге, Jytte Berg                                            |
| 1984       | HCC                    | Пер Берг, Хелена Блак, Ян Хансен, Малене Краусе                                                  |
| 1985       | HCC                    | Пер Берг, Хелена Блак, Ханс Гуфлер, Малене Краусе                                                |
| 1986       | HCC                    | John Kjærulff, Астрид Бирнбаум, Стин Хансен, Лоне Кристофферсен                                  |
| 1987       | HCC                    | Ульрик Шмидт, Лене Бидструп, Хенрик Якобсен, Лиллиан Фрёлинг                                     |
| 1988       | HCC                    | Ульрик Шмидт, Лене Бидструп, Хенрик Якобсен, Лиллиан Фрёлинг                                     |
| 1989       | Gentofte CC (Гентофте) | Кристиан Туне, Marie-Louise Siggaard Andersen, Нильс Сиггорд Андерсен, Kinnie Leth Steensen      |
| 1990       | GCC                    | Кристиан Туне, Marie-Louise Siggaard Andersen, Нильс Сиггорд Андерсен, Majbritt Reinholdt-Gufler |
| 1991       | TCC (Tårnby)           | Johannes Jensen, Ангелина Йенсен, Ульрик Дамм, Кирстен Йенсен                                    |
| 1992       | HCC                    | Ульрик Шмидт, Дорте Хольм, Нильс Сиггорд Андерсен, Лиза Ричардсон                                |
| 1993       | HCC                    | Бент Йёргенсен, Jytte Berg, Антонни Хинге, Herdis Jørgensen                                      |
| 1994       | HCC                    | Ульрик Шмидт, Дорте Хольм, Нильс Сиггорд Андерсен, Лиза Ричардсон                                |
| 1995       | ECK                    | Tommy Kristoffersen, Anne Bensen, Tove Porskjær, Hans-Peter Schack                               |
| 1996       | TCC                    | Ангелина Йенсен, Lasse Legaard, Lone Christiansen, Ronni Legaard                                 |
| 1997       | HCC                    | Хелена Блак Лаурсен, Лассе Лаурсен, Маргит Пёртнер, Брайан Хансен                                |
| 1998       | GCC                    | Микаэль Квист, Трине Квист, ?, ?                                                                 |
| 1999       | HCC                    | Йонни Фредериксен, Louise Raun Jensen, Кеннет Хертсдаль, Camilla Hansen                          |
| 2000       | TCC                    | Ангелина Йенсен, Lasse Legaard, Камилла Йенсен, Ronni Legaard, Шарлотте Хедегор                  |
| 2001       | HCC                    | Герт Ларсен, Nete Larsen, Миккель Краусе, Гитте Ларсен                                           |
| 2002       | HCC                    | Герт Ларсен, Pernille Nielsen, Dennis Hansen, Mette Larsen                                       |
| 2003       | HCC                    | Йонни Фредериксен, Nete Larsen, Кеннет Дауке, Pernille Nielsen, Ларс Виландт                     |
| 2004       | HCC                    | Мадлен Дюпон, Миккель Краусе, Дениз Дюпон, Dennis Hansen                                         |
| 2005       | HCC                    | Ульрик Шмидт, Дорте Хольм, Лассе Лаурсен, Лиза Ричардсон                                         |
| 2006       | HCC                    | Расмус Стьерне, Camilla Jørgensen, Миккель Краусе, Мария Поульсен                                |
| 2007       | TCC/HCC                | Мадлен Дюпон, Миккель Краусе, Янне Эллегорд, Оливер Дюпон                                        |
| 2008       | TCC                    | Джоэл Островски, Камилла Йенсен, Søren Jensen, Янне Эллегорд                                     |
| 2009       | TCC                    | Джоэл Островски, Камилла Йенсен, Søren Jensen, Mona Sylvest Nielsen                              |
| 2010       | GCC                    | Микаэль Квист, Mona Sylvest Nielsen, Niels Siggard-Andersen, Трине Квист                         |
| 2011       | GCC                    | Микаэль Квист, Трине Квист, Аре Сольберг, Кирстен Йенсен                                         |
| 2012       | TCC                    | Джоэл Островски, Камилла Йенсен, Søren Jensen, Pavla Rubasova                                    |
| 2013       | HCC                    | Мадлен Дюпон, Миккель Краусе, Дениз Дюпон, Dennis Hansen                                         |
| 2014       | GCC                    | Микаэль Квист, Трине Квист, Аре Сольберг, Матильде Хальсе                                        |
| 2015       | HCC                    | Мадлен Дюпон, Миккель Краусе, Дениз Дюпон, Ульрик Дамм                                           |
| 2016       | GCC                    | Микаэль Квист, Трине Квист, Alexander Qvist, Габриэлла Квист                                     |
| 2017       | GCC                    | Микаэль Квист, Трине Квист, Alexander Qvist, Габриэлла Квист                                     |
| 2018       | GCC/TCC                | Мадс Нёргор, Камилла Йенсен, Asmus Jørgensen, Лина Кнудсен                                       |
| 2019       | HCC                    | Йонни Фредериксен, Мадлен Дюпон, Оливер Дюпон, Дениз Дюпон                                       |
| 2020, 2021 |                        | не проводились из-за пандемии COVID-19                                                           |
| 2022       | GCC                    | Микаэль Квист, Трине Квист, Alexander Qvist, Габриэлла Квист                                     |
| 2023       | TCC                    | Karolina Jensen, Christian Karger, Натали Викстен, Nikki Jensen                                  |

### Чемпионы и призёры
| Год       | Город, даты                    | Золото                                                                                        | Серебро                                                                                                  | Бронза                                                                           |
| 2023/2024 | Гентофте 29 сен. — 1 окт. 2023 | Team Krause (GCC / HCC) Миккель Краусе, Ясмин Ландер, Хенрик Хольтерман, Signe Schack         | YOG Landsholdet Nikki Jensen, Jacob Schmidt, Emilie Holtermann, Katrine Schmidt                          | Team Chang (GCC) Alxeander Qvist, Liam Goldbeck, Габриэлла Квист, Sophie Chang   |
| 2024/2025 | Видовре 27—29 сен. 2024        | Team Landmann (HCC) Хенрик Хольтерман, Emilie Holtermann, Henrik Lander, Charlotte Holtermann | Team Mixed Landshold (GCC / TCC / HCC) Karolina Jensen, Liam Goldbeck, Габриэлла Квист, Christian Karger | Team Mix (HCC) Charlotte Jurlander, Kevin Horsdal, Marissa Drewsen, Paul Stühler |